# Guy Mitchell
Guy Mitchell (echte naam: Albert George Cernick, Detroit (Michigan), 22 februari 1927 – Las Vegas (Nevada), 1 juli 1999) was een Amerikaanse zanger. Zes van zijn singles werden millionsellers. Hij trad ook enige tijd op als presentator van een eigen televisieshow en speelde als acteur in een paar films.

## Carrière
Albert George Cernick was van Kroatische afkomst. De oorspronkelijke spelling van de naam was Crnic. Toen hij elf was, kwam hij onder contract bij het entertainmentbedrijf Warner Brothers, dat een kindsterretje van hem wilde maken. Hij trad een paar maal op voor een radiostation in Los Angeles, waar zijn familie in 1938 was gaan wonen. Toen hij van school af kwam, ging hij werken als zadelmaker, maar hij vulde zijn inkomen aan met optredens als zanger. Dude Martin, die een programma met countrymuziek presenteerde bij een radiostation in San Francisco, was onder de indruk van zijn zangstem en huurde hem in om op te treden met zijn band.
In 1944 en 1945 vervulde hij zijn dienstplicht bij de United States Navy. Daarna ging hij weer zingen voor de radio. In 1947 trad hij als zanger toe tot de bigband van Carmen Cavallaro. Decca bracht een paar platen uit van de band met Al Cernick, zoals hij zich toen noemde, als zanger. Toen hij een voedselvergiftiging opliep, moest hij echter stoppen. Hij vestigde zich in New York en nam onder de naam Al Grant enkele platen op voor het label King Records. In 1949 won hij de talentenjacht van het radioprogramma Arthur Godfrey's Talent Scouts. Zijn voornaamste bron van inkomsten in die tijd was het inzingen van demo’s voor andere artiesten, als steuntje voor als ze het nummer later zelf gingen opnemen.
In 1950 kwam hij in contact met Mitch Miller, het hoofd van de afdeling A&R bij Columbia Records. Miller bedacht zijn artiestennaam: Mitchell naar zijn eigen voornaam Mitch en Guy omdat Cernick overkwam als een ‘nice guy’. De eerste platen bij Columbia bleven onopgemerkt, maar toen mocht Mitchell een keer invallen voor Frank Sinatra, die niet was komen opdagen bij een opnamesessie. De sessie leverde een single op waarvan beide kanten toptienhits werden: My Heart Cries for You en The Roving Kind.
In de jaren vijftig had Mitchell een reeks hits. Toen de smaak van het publiek veranderde en rock-'n-roll populair werd, stapte hij over op de nieuwe stijl. Twee platen, Singing the Blues en Heartaches by the Number,  haalden de eerste plaats in de Billboard Hot 100. Ook in het Verenigd Koninkrijk verkochten zijn platen goed. Viermaal haalde hij de eerste plaats in de UK Singles Chart. In Australië genoot hij ook een grote populariteit. In Nederland haalden Singing the Blues en Heartaches by the Number de top tien.
Mitchell werd ook vaak gevraagd voor optredens. Hij toerde een paar maal door het Verenigd Koninkrijk en Australië, de andere landen waar hij populair was. In 1954 trad hij op tijdens de Royal Variety Performance in het London Palladium met koningin Elizabeth en prins Philip onder de toehoorders.
In 1957 gaf ABC hem een eigen televisieshow: de Guy Mitchell Show, waar hij als gasten onder anderen Sam Cooke, Chuck Berry en Peggy Lee ontving. De show hield het echter maar een paar maanden uit.
In de jaren vijftig en zestig trad hij ook een paar maal op in films: Those Redheads from Seattle (1953), Red Garters (1954) en een aflevering van de tv-serie Thriller (1961). In 1961 speelde hij een van de hoofdrollen in de tv-serie Whispering Smith over de politieman Tom ‘Whispering’ Smith (gespeeld door Audie Murphy). Mitchell speelde de rol van collega George Romack. De serie was weinig succesvol en de laatste zes van de 26 afleveringen werden wel opgenomen, maar nooit uitgezonden.
In de jaren zestig raakte Mitchell geleidelijk in de vergetelheid. In de jaren zeventig stopte hij met zingen en legde hij zich toe op het fokken van paarden. In de jaren tachtig ging hij toch weer optreden en werd hij een veelgevraagd zanger in het nostalgiecircuit. In 1990 speelde hij in de Britse tv-serie Your Cheatin' Heart de rol van bandleider Jim Bob O'May.
Hij overleed op 1 juli 1999, 72 jaar oud, in het Desert Springs Hospital in zijn woonplaats Las Vegas aan complicaties na een operatie wegens kanker.
In 1960 werd Guy Mitchell geëerd met een ster op de Hollywood Walk of Fame.

## Privéleven
Mitchell trouwde driemaal. Zijn eerste huwelijk was met Jackie Loughery (1930), de eerste Miss USA, zijn tweede met Elsa Sørensen (1934-2013), een gewezen Miss Denemarken en fotomodel. Betty, zijn derde vrouw, was 25 jaar met hem getrouwd toen hij overleed.

## Discografie

### Hitsingles
| Jaar | Plaat                                               | Hitnotering | Hitnotering |
| Jaar | Plaat                                               | VS          | VK          |
| ---- | --------------------------------------------------- | ----------- | ----------- |
| 1950 | My Heart Cries for You                              | 2           | –           |
| 1950 | The Roving Kind                                     | 4           | –           |
| 1951 | You're Just in Love (met Rosemary Clooney)          | 24          | –           |
| 1951 | Sparrow in the Treetop                              | 8           | –           |
| 1951 | Christopher Columbus                                | 27          | –           |
| 1951 | Unless                                              | 17          | –           |
| 1951 | My Truly, Truly Fair                                | 2           | –           |
| 1951 | Belle Belle My Liberty Belle                        | 9           | –           |
| 1951 | Sweetheart of Yesterday                             | 23          | –           |
| 1951 | There's Always Room at Our House                    | 20          | –           |
| 1951 | I Can't Help It                                     | 28          | –           |
| 1952 | Pittsburgh, Pennsylvania                            | 4           | –           |
| 1952 | Day of Jubilo                                       | 26          | –           |
| 1952 | Feet Up (Pat Him on the Po-Po)                      | 14          | 2           |
| 1952 | 'Cause I Love You, That's a Why (met Mindy Carson)  | 24          | –           |
| 1953 | She Wears Red Feathers                              | 19          | 1           |
| 1953 | Tell Us Where the Good Times Are (met Mindy Carson) | 23          | –           |
| 1953 | Pretty Little Black Eyed Susie                      | –           | 2           |
| 1953 | Look at That Girl                                   | –           | 1           |
| 1953 | Chicka Boom                                         | –           | 4           |
| 1953 | Cloud Lucky Seven                                   | –           | 2           |
| 1954 | Sippin' soda                                        | –           | 11          |
| 1954 | The Cuff of My Shirt                                | –           | 9           |
| 1954 | A Dime and a Dollar                                 | –           | 8           |
| 1956 | Ninety Nine Years                                   | 23          | –           |
| 1956 | Singing the Blues                                   | 1           | 1           |
| 1956 | Crazy with Love                                     | 53          | –           |
| 1957 | Knee Deep in the Blues                              | 16          | 3           |
| 1957 | Take Me Back Baby                                   | 47          | –           |
| 1957 | Rock-a-Billy                                        | 10          | 1           |
| 1957 | In the Middle of a Dark Dark Night                  | –           | 25          |
| 1957 | Sweet Stuff                                         | 83          | –           |
| 1957 | Call Rosie on the Phone                             | –           | 17          |
| 1959 | Heartaches by the Number                            | 1           | 5           |
| 1960 | The Same Old Me                                     | 51          | –           |
| 1960 | My Shoes Keep Walking Back to You                   | 45          | –           |

### LP’s
- 1953: Songs of Open Spaces
- 1958: A Guy in Love
- 1961: Sunshine Guitar
- 1968: Travelin' Shoes
- 1969: Singin' up a Storm
- 1985: A Garden in the Rain

### Verzamelalbums (selectie)
- 1970: Heartaches by the Number
- 2002: 20 Greatest Hits
- 2004: Roving Kind
- 2007: The Essential Collection
- 2009: The Hits.... and More – The Ultimate Collection
- 2011: Very Best of Guy Mitchell

### NPO Radio 2 Top 2000
| Nummers met noteringen in de NPO Radio 2 Top 2000 | '99  | '00  | '01-'02 | '03  |
| ------------------------------------------------- | ---- | ---- | ------- | ---- |
| Heartaches by the Number                          | -    | 1937 | -       | -    |
| My Truly, Truly Fair                              | 1495 | 1728 | -       | 1958 |

1. ↑  Een '-' betekent dat het nummer niet was genoteerd en een vetgedrukt getal geeft de hoogste notering van een nummer aan.
2. ↑  Deze tabel is bijgewerkt tot en met de laatste editie (2024).